# Redings Mill (Misuri)
Redings Mill es una villa ubicada en el condado de Newton en el estado estadounidense de Misuri. En el Censo de 2010 tenía una población de 151 habitantes y una densidad poblacional de 277,63 personas por km².

## Geografía
Redings Mill se encuentra ubicada en las coordenadas 37°1′11″N 94°31′0″O / 37.01972, -94.51667. Según la Oficina del Censo de los Estados Unidos, Redings Mill tiene una superficie total de 0.54 km², de la cual 0.52 km² corresponden a tierra firme y (4.29%) 0.02 km² es agua.

## Demografía
Según el censo de 2010, había 151 personas residiendo en Redings Mill. La densidad de población era de 277,63 hab./km². De los 151 habitantes, Redings Mill estaba compuesto por el 98.01% blancos, el 0.66% eran afroamericanos, el 0% eran amerindios, el 0% eran asiáticos, el 0% eran isleños del Pacífico, el 0% eran de otras razas y el 1.32% pertenecían a dos o más razas. Del total de la población el 1.99% eran hispanos o latinos de cualquier raza.